# Nucleus (album Anekdoten)
Nucleus – drugi studyjny album szwedzkiej grupy rocka progresywnego Anekdoten wydany w roku 1995.

## Lista utworów
1. "Nucleus" - 5:08
2. "Harvest" - 6:58
3. "Book of Hours" - 9:58
4. "Raft" - 0:58
5. "Rubankh" - 3:07
6. "Here" - 7:23
7. "This Far from the Sky" - 8:47
8. "In Freedom" - 6:27

Wersja zremasterowana z 2004 roku zawiera również utwór "Luna Surface" (6:41)	

## Muzycy
- Peter Nordins - instrumenty perkusyjne
- Jan Erik Liljeström - gitara basowa, śpiew
- Nicklas Berg - gitara, melotron, śpiew
- Anna Sofi Dahlberg - wiolonczela, melotron, śpiew
- Helena Killander - skrzypce
- Tommy Anderson